# Natascha Curtius-Noss

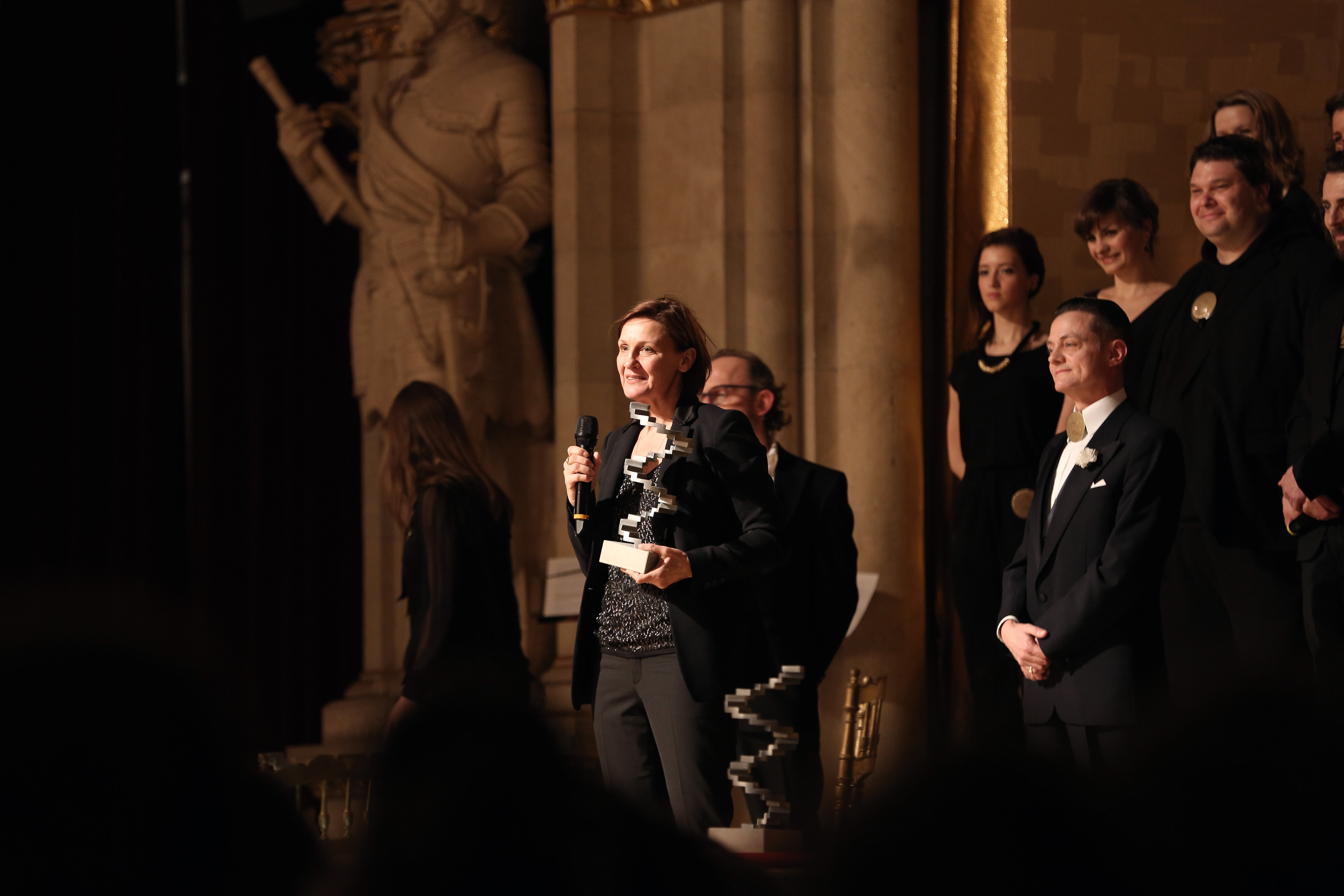
Natascha Curtius-Noss beim Österreichischen Filmpreis 2015

Natascha Curtius-Noss (* 3. Dezember 1962 in Frankfurt am Main) ist eine deutsche Kostümbildnerin.

## Leben
Curtius-Noss begann eine Schneiderlehre, bevor sie eine Ausbildung an der Fachoberschule für Mode und Gestaltung begann. Ab 1989 war sie als Kostüm-Assistentin und ab 1992 als Kostümbildnerin bei zahlreichen Film- und Fernsehproduktionen tätig.
Mehrfach arbeitete sie für die Fernsehreihen Polizeiruf 110 und Tatort. Curtius-Noss arbeitete wiederholt mit den Regisseuren Sönke Wortmann, Dennis Gansel, Marc Rothemund und Thomas Berger.
Für ihre Arbeit an Marcus H. Rosenmüllers Komödie Schwere Jungs war sie 2007 für den Deutschen Filmpreis nominiert. Für ihre Mitwirkung an Andreas Prochaskas „Alpenwestern“ Das finstere Tal wurde sie mit dem Deutschen Filmpreis 2014 und dem Österreichischen Filmpreis 2015 ausgezeichnet.
Sie lebt in München.

## Filmografie (Auswahl)
- 1991: Für immer jung (Fernsehfilm)
- 1992: Kleine Haie
- 1993: Dann eben mit Gewalt (Fernsehfilm)
- 1994: Das Baby der schwangeren Toten (Fernsehfilm)
- 1995: Polizeiruf 110: 1A Landeier (Fernsehfilm)
- 1995: Tatort: Herz As (Fernsehfilm)
- 1995: Polizeiruf 110: Roter Kaviar (Fernsehfilm)
- 1996: Charley’s Tante (Fernsehfilm)
- 1997: Diamanten küßt man nicht (Fernsehfilm)
- 1995: Polizeiruf 110: Gänseblümchen (Fernsehfilm)
- 1998: Das merkwürdige Verhalten geschlechtsreifer Großstädter zur Paarungszeit
- 1998: Polizeiruf 110: Spurlos verschwunden (Fernsehfilm)
- 1999: Die Häupter meiner Lieben
- 2000: Wenn Männer Frauen trauen (Fernsehfilm)
- 2001: Himmlische Helden
- 2001: Mädchen, Mädchen
- 2002: Der Mann von nebenan (Fernsehfilm)
- 2002: Wen küsst die Braut? (Fernsehfilm)
- 2002: Wann ist der Mann ein Mann? (Fernsehfilm)
- 2002: Geht nicht gibt’s nicht (Fernsehfilm)
- 2003: Tatort: Hexentanz (Fernsehfilm)
- 2003: Aus Liebe zu Tom (Fernsehfilm)
- 2003: Tatort: Wenn Frauen Austern essen (Fernsehfilm)
- 2004: Vater werden ist nicht schwer (Fernsehfilm)
- 2004: Napola – Elite für den Führer
- 2004: Prinzessin macht blau (Fernsehfilm)
- 2005: Der Mann von nebenan lebt! (Fernsehfilm)
- 2005: Sophie Scholl – Die letzten Tage
- 2005: Oktoberfest
- 2005: Unter dem Eis
- 2005: Das beste Jahr meines Lebens (Fernsehfilm)
- 2006: Auf ewig und einen Tag (Fernsehzweiteiler)
- 2006: Schwere Jungs
- 2007: Pornorama
- 2008: Die Gustloff (Fernsehzweiteiler)
- 2008: Wir sind das Volk – Liebe kennt keine Grenzen (Fernsehzweiteiler)
- 2009: Die Perlmutterfarbe
- 2009: Crashpoint – 90 Minuten bis zum Absturz (Fernsehfilm)
- 2009: Hand in Hand (Fernsehfilm)
- 2009: Tatort: Um jeden Preis (Fernsehfilm)
- 2010: Vincent will Meer
- 2010: Bella Vita (Fernsehfilm)
- 2010: Rosannas Tochter (Fernsehfilm)
- 2011: Schandmal – Der Tote im Berg (Fernsehfilm)
- 2012: Die vierte Macht
- 2012: Nägel mit Köppen (Fernsehfilm)
- 2012: Obendrüber, da schneit es (Fernsehfilm)
- 2013: Ein weites Herz – Schicksalsjahre einer deutschen Familie (Fernsehfilm)
- 2013: Hindenburg (Fernsehzweiteiler)
- 2014: Der Prediger (Fernsehfilm)
- 2014: Das finstere Tal
- 2014: Die Flut ist pünktlich (Fernsehfilm)
- 2015: Tod eines Mädchens (Fernsehzweiteiler)
- 2015: Ein großer Aufbruch (Fernsehfilm)
- 2015: Der Verlust (Fernsehfilm)
- 2016: Im Zweifel (Fernsehfilm)
- 2016: Solo für Weiss (Fernsehserie, 2 Episoden)
- 2016: Neben der Spur (Fernsehserie, 1 Episode)
- 2017: Krieg
- 2017: Angst (Fernsehfilm)
- 2017–2019: Allmen (Miniserie, 3 Episoden)
- 2017: Tatort: Hardcore (Fernsehfilm)
- 2018: Lux – Krieger des Lichts
- 2019: Tod eines Mädchens 2: Die verschwundene Familie (Fernsehfilm)
- 2019: Kirschblüten & Dämonen